# Pachodynerus californicus
Pachodynerus californicus är en stekelart som först beskrevs av Henri Saussure 1870.  Pachodynerus californicus ingår i släktet Pachodynerus och familjen Eumenidae. Inga underarter finns listade i Catalogue of Life.